# Zeven sonnetten van Michelangelo
De zeven sonnetten van Michelangelo (Engels: Seven Sonnets of Michelangelo) zijn een compositie van Benjamin Britten uit 1940. Het is een liederencyclus geschreven voor zijn levensgezel, de zanger Peter Pears. Britten laat in deze compositie de zanger(es) begeleiden door piano. Hij begon aan deze zeven sonnetten toen hij nog bezig was met het afronden van zijn Sinfonia da requiem. Tussen dat werk (opus 20) zitten ook nog de Diversions. De uitvoering van het werk duurt circa 15 minuten. Britten koos voor de teksten sonnetten uit die het thema liefde behandelen.
Van deze compositie zijn privé-opnamen beschikbaar, die waarschijnlijk dateren uit 1941. Britten zat aan de piano en Pears zong. Het zijn tevens een van de eerste opnamen van Pears als beroepszanger. De eerste publieke uitvoering kwam pas veel later, op 23 september 1942, ook gegeven door Britten en Pears in de Wigmore Hall. Mogelijk was dit omdat Pears qua stem nog niet op volle kracht was, zoals hier en daar in de opnamen uit 1941 te horen is.
De sonnetten van Michelangelo Buonarroti in een vertaling van Elizabeth Mayer en Pears:
- Sonetto XVI: Si come nella penna e nell’ inchiostro
- Sonetto XXXI: A che piú debb’lo mai l’intensa voglia
- Sonetto XXX: Veggio co’ bei vostri occhi un dolce lume
- Sonetto IV: Tu sa’ ch’io so, signior mie, che tu sai
- Sonetto XXX VIII: Rendete a gli occhi miel
- Sonetto XXXII: S’un casto amor, s’una pietá superna
- Sonetto XXIV: Spirito ben nato, in cui si specchia e vede

## Discografie
Er is een aantal opnamen te verkrijgen, maar gezien het eigenlijk een privécompositie voor Pears was, zijn de meeste opnamen van Britten en Pears zelf.